# 聖方濟各大學

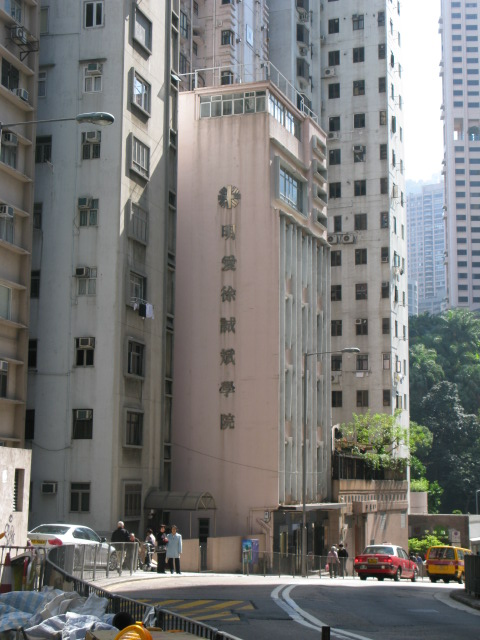
明愛專上學院半山區堅道校舍，可見外牆之學院舊名「明愛徐誠斌學院」七字仍然未除

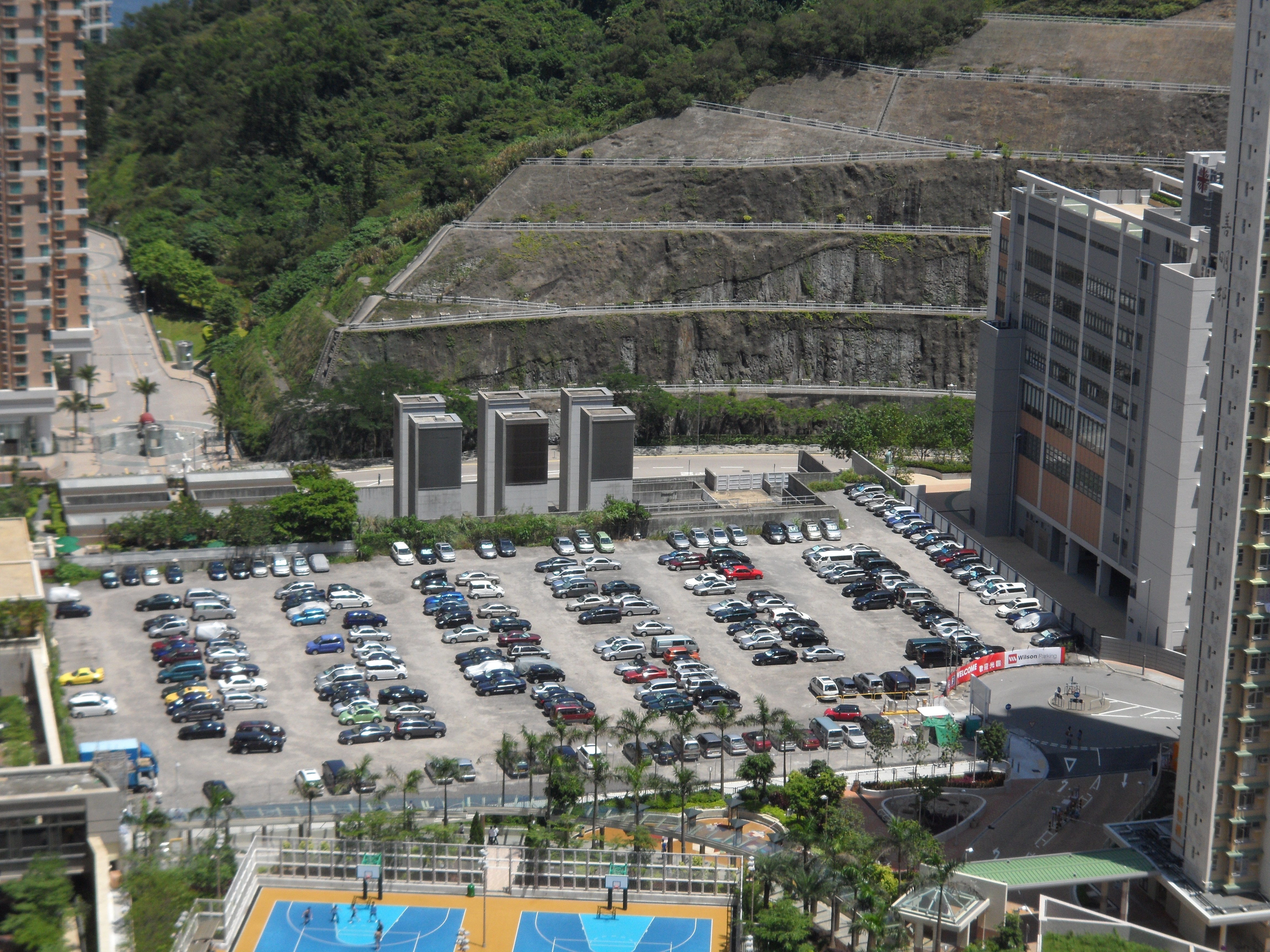
明愛專上學院調景嶺校舍前身為善明邨威信停車場（2011年7月）

聖方濟各大學（英語：Saint Francis University），簡稱方大（官方）或聖大（民間），是香港的一所私立天主教大學，舊稱為明愛徐誠斌學院、明愛徐誠斌書院（Caritas Francis Hsu College）、明愛專上學院（Caritas Institute of Higher Education），並由香港明愛成立，是香港首間可頒授本地認可學位的天主教專上院校。學院設有副學位、學士學位課程，於2024年1月9日正式由專上學院，升格為一所大學，為香港12所大學之一。聖方濟各大學是繼嶺南大學、香港中文大學崇基學院、香港浸會大學後，香港第四所由宗教團體創辦的大學，前三者為基督新教；聖方濟各大學為天主教。

## 校訓
自強不息
我並不以為我已經奪得，我只顧一件事：即忘盡我背後的，只向在我前面的奔馳，為達到目標，為爭取天主在基督耶穌內召我向上爭奪的獎品。《斐》3:13–14

## 歷史
1985年，創校時命名為明愛徐誠斌書院。創校初期主要開辦預科課程及會計、管理學、電腦學等2年制文憑課程。
1990年，獲政府批准開辦3年制文憑課程：會計、公司秘書及行政、電腦、翻譯及傳譯。1998年，將3年制文憑課程改為4年制高級文憑課程。
2001年，正式依《專上學院條例》（第320章）註冊為認可專上學院，並正名為明愛徐誠斌學院。2002年，學院所有高級文憑及副學士學位課程均經香港學術及職業資歷評審局甄審，獲香港特區政府、專業公會、本地及海外大學認可。2007年起，徐誠斌學院和明愛白英奇專業學校兩校行政合一，隨後開始合併非學術部門。2008年，所有高級文憑及副學士學位課程均通過香港學術及職業資歷評審局複審。2009年，白英奇學校位於紅磡的舊校關閉，遷至調景嶺。徐誠斌學院爭取白英奇學校毗鄰用地成功，兩校將會合併，白英奇現有校舍和徐誠斌建設中的新校舍將成為構思中的天主教大學──聖方濟各大學。
2011年，獲政府批准開辦該校首個榮譽學士學位課程－工商管理榮譽學士，包含會計學、企業管理、資訊系統等三項主修範疇，並更名為明愛專上學院。2012年，獲批毗連明愛白英奇專業學校之調景嶺地皮擴建，配合發展為一所天主教私立大學，校舍預計2016年9月份落成。同年該校納入政府推出的第六輪配對補助金計劃，於2014年計劃結束時共籌得超過一億五千萬港元的私人捐款。
2014年，校長關清平表示學校最快會於2016年完成新翼校舍，有更大空間開辦更多類型的學位課程，當課程取得評審資格後及達到升格大學指標後，將會正名為「聖方濟各大學」，命名來自三位叫方濟各的聖人，分別為亞西西的方濟各、聖方濟各·沙雷氏及聖方濟各·沙勿略。2016年，護理學榮譽學士課程納入香港政府的指定專業／界別課程資助計劃。2017年，該校開辦的全日制本地認可學士學位課程，納入政府為自資院校推出的本地學士學位課程資助計劃。
2024年1月9日，行政長官會同行政會議批准明愛專上學院升格，成為繼香港樹仁大學、香港恒生大學後，香港第三間私立大學，亦是香港首所天主教私立大學──聖方濟各大學（Saint Francis University）。11月1日獲教育局批准成為應用科學大學。

## 開辦課程
| 碩士課程 - 企業管治碩士（兼讀制） - 護理及專職醫療碩士（兼讀制） 五年制本科課程： - 護理學（榮譽）學士（大學聯招課程編號：JSSA01） 四年制本科課程： - 語言及文化（榮譽）文學士 - 翻譯科技（榮譽）文學士（大學聯招課程編號：JSSA05） - 幼兒教育（榮譽）學士 - 工商管理（榮譽）學士—會計及財務分析 - 工商管理（榮譽）學士—企業管理及管治 - 工商管理（榮譽）學士—市場學及活動管理 - 工商管理（榮譽）學士—綜合 - 工商管理（榮譽）酒店及旅遊管理應用學士（大學聯招課程編號：JSSA06） - 人工智能（榮譽）理學士（大學聯招課程編號：JSSA04） - 數碼娛樂科技（榮譽）理學士（大學聯招課程編號：JSSA02） - 物理治療學（榮譽）理學士（大學聯招課程編號：JSSA03） - 社會科學（榮譽）學士—社會工作 - 社會科學（榮譽）學士—社會關懷 - 社會科學（榮譽）學士—心理學 - 犯罪及安保科學（榮譽）學士 | 三年制兼讀制銜接課程： - 社會工作（榮譽）學士 - 健康科學（榮譽）學士 - 設計新創企業管理（榮譽）學士 全日制銜接課程： - 護理學（榮譽）學士（應用學位學額） 兩年制高級文憑課程： - 社會工作高級文憑 - 幼兒教育高級文憑 - 普通科護理學高級文憑 - 人工智能及資訊通訊科技高級文憑 專業文憑 - 天主教學校宗教及道德教育文憑 （页面存档备份，存于）（與聖神修院神哲學院（HSSC）合辦） | 擬開辦： - 榮譽文學士（時裝設計、平面設計、室內建築、視覺藝術） - 創意寫作及電影學（榮譽）文學士 - 可持續發展及倫理（榮譽）工商管理學士 - 管理學（榮譽）學士 - 哲學（榮譽）學士 - 足病學（榮譽）理學士 - 社會科學（榮譽）學士（應用心理學、應用社會學） - 環境科學（榮譽）理學士 - 營養學（榮譽）理學士 - 應用電腦學（榮譽）理學士 - 醫療訊息（榮譽）理學士 - 神學（榮譽）學士 - 專業會計碩士 - 款待管理學理學碩士 |

## 收生情況
參考傳媒及自資專上教育委員會公開資料，該校全日制專上課程的實際收生人數如下：
| 學年    | 學士學位 | 銜接學位 | 高級文憑 | 總數 |
| ------- | -------- | -------- | -------- | ---- |
| 2012/13 | 60       | 35       | 192      | 287  |
| 2013/14 | 73       | 55       | 216      | 344  |
| 2014/15 | 307      | 130      | 207      | 644  |
| 2015/16 | 283      | 121      | 174      | 578  |
| 2016/17 | 277      | 105      | 158      | 540  |
| 2017/18 | 288      | 97       | 122      | 507  |
| 2018/19 | 290      | 70       | 148      | 508  |
| 2019/20 | 442      | 96       | 176      | 714  |
| 2020/21 | 530      | 127      | 162      | 819  |
| 2021/22 | 558      | 102      | 211      | 817  |
| 2022/23 | 653      | 112      | 207      | 972  |
| 2023/24 | 800      | 108      | 225      | 1123 |

## 校園設施

### 調景嶺校園
其他教學設施 
- 2間多用途學習課室
- 5間導修室
- 5間電腦實驗室
- 1間語言實驗室
- 1間技巧訓練室

其他非教學設施
- 小聖堂的設計同時具備教育和信仰意義，鼓勵師生步武三位聖方濟各的善表，努力學習、一生行善及傳揚基督福音。
- 圖書館館藏豐富，備有書籍、期刊、各類參考資料及視聽資料。圖書館亦備有多個全文及摘要電子資料庫。
- 語言中心以各種靈活途徑協助學生提高語文能力，除舉辦強化語文的短期課程、活動外，還設置語言自學資料，讓同學使用英文、中文（普通話及粵語）、日語等各方面的自學教材。這些教材均設不同程度，以滿足同學不同的需要。
- 資訊科技服務中心為師生提供電腦應用及技術支援服務。同學可自由使用開放的電腦室。
- 康樂設施包括籃球場、羽毛球場、乒乓球場、學生休息/活動室及影視室。

註：部分課室及設施與明愛白英奇專業學校共用

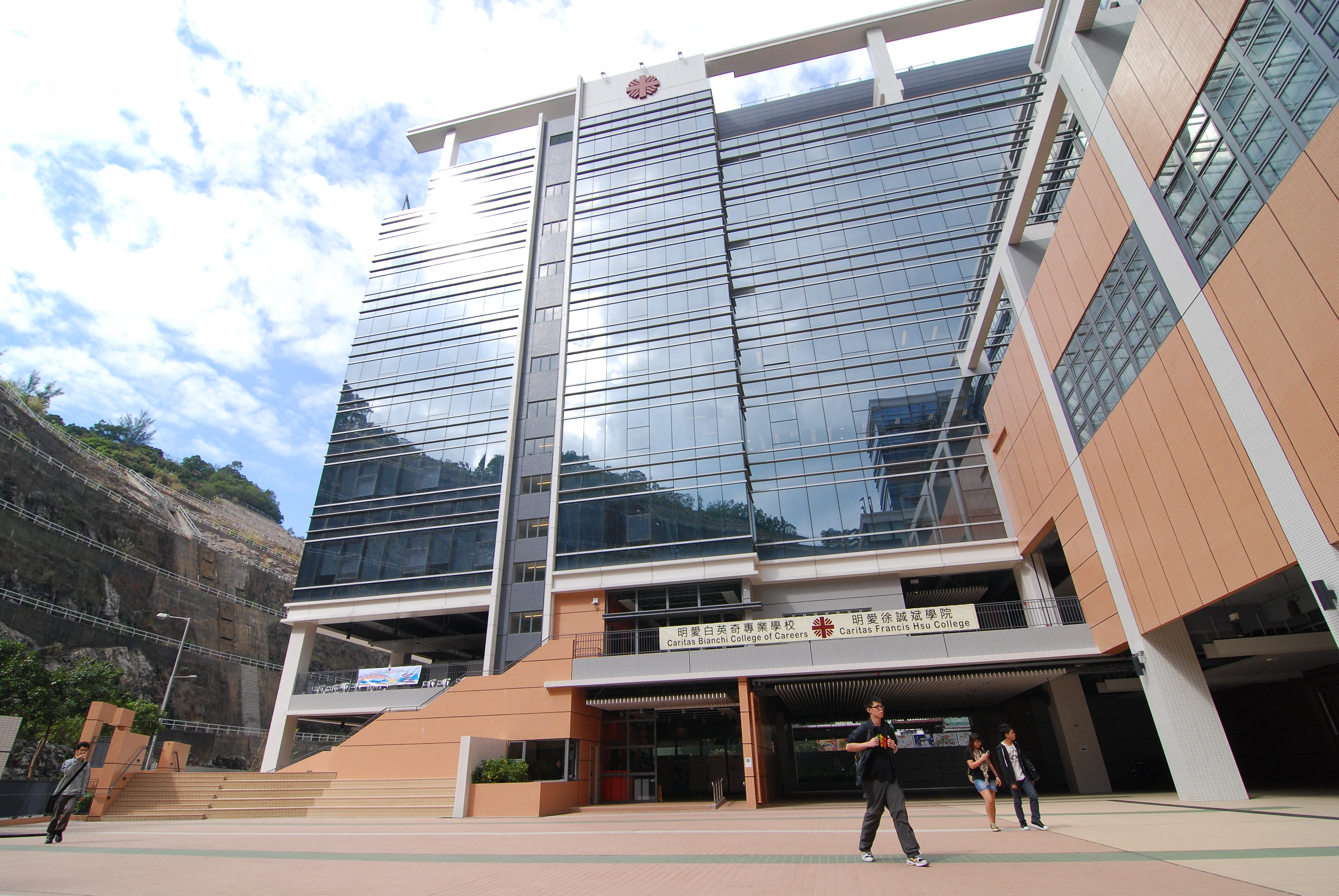
聖方濟各大學校舍
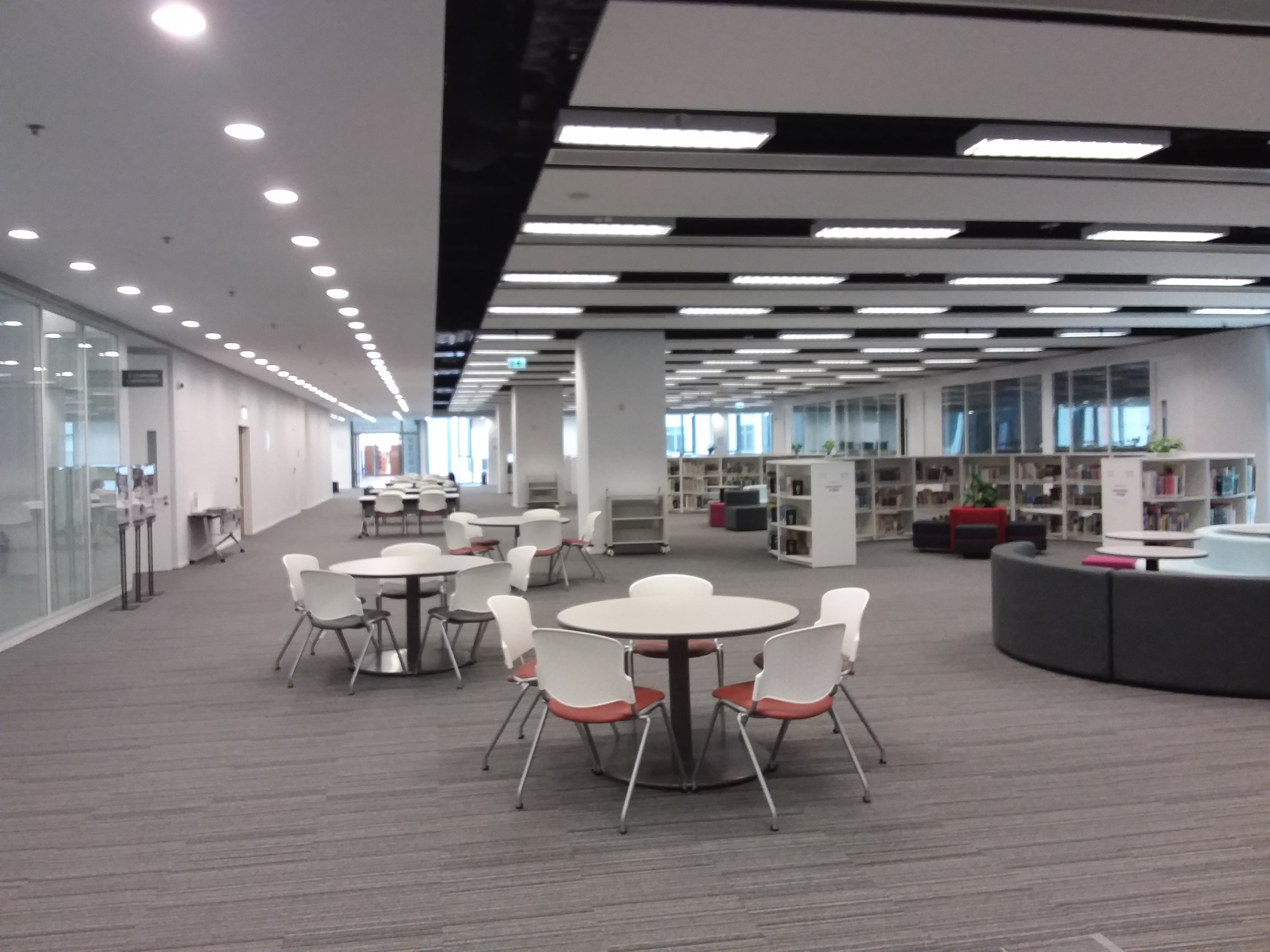
林聲金紀念圖書館
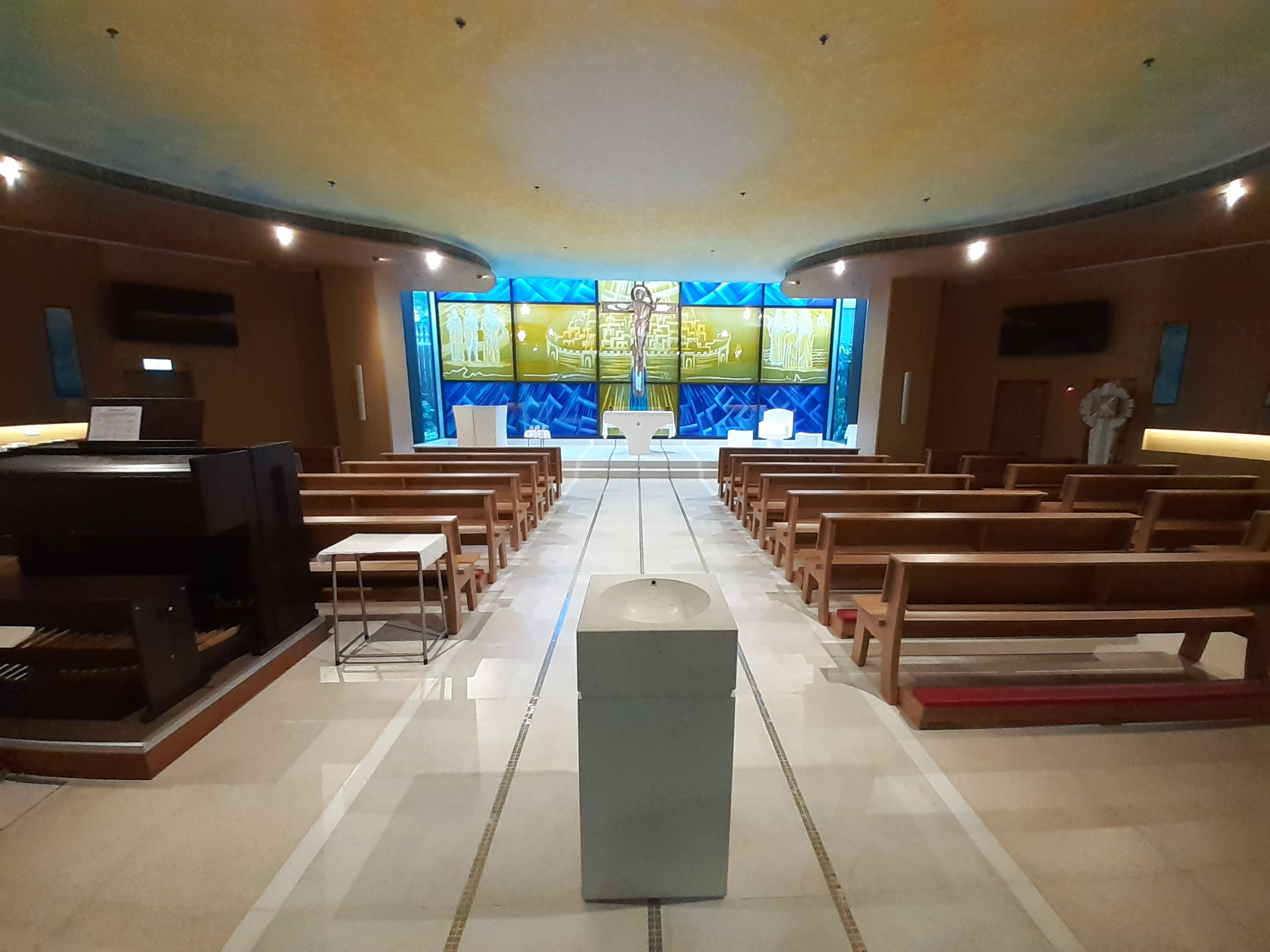
小聖堂
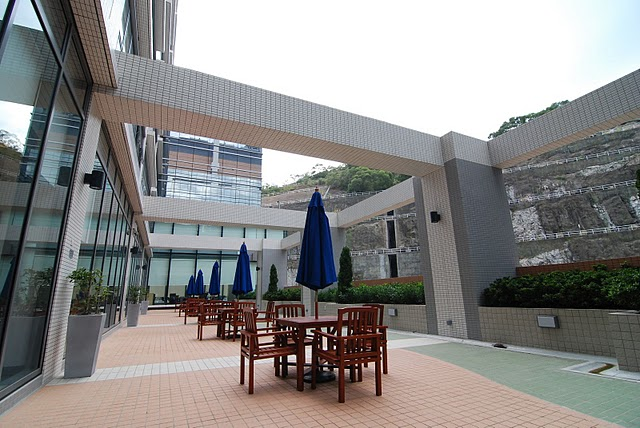
圖書館外的小花園
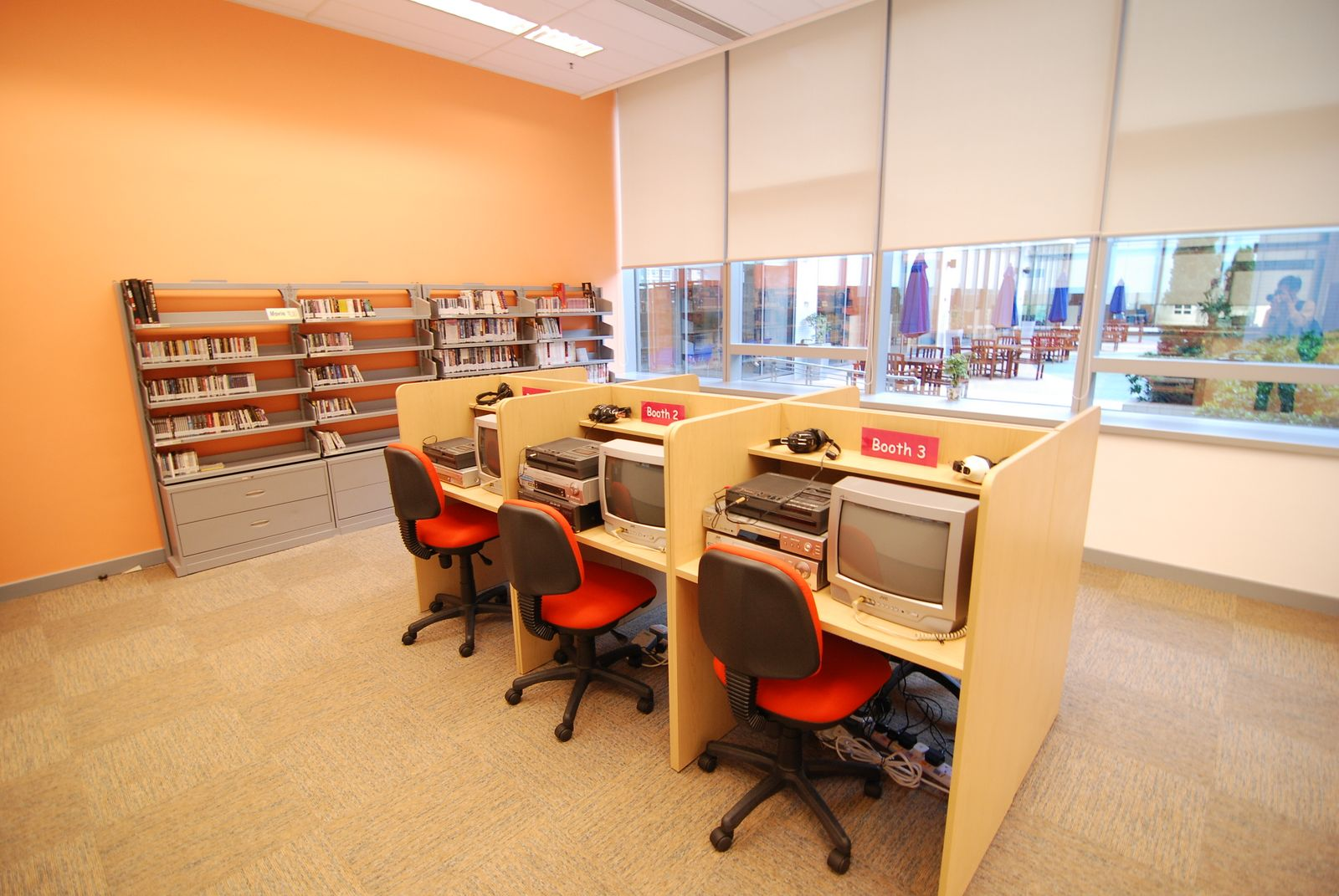
語言中心協助學生提高語文能力
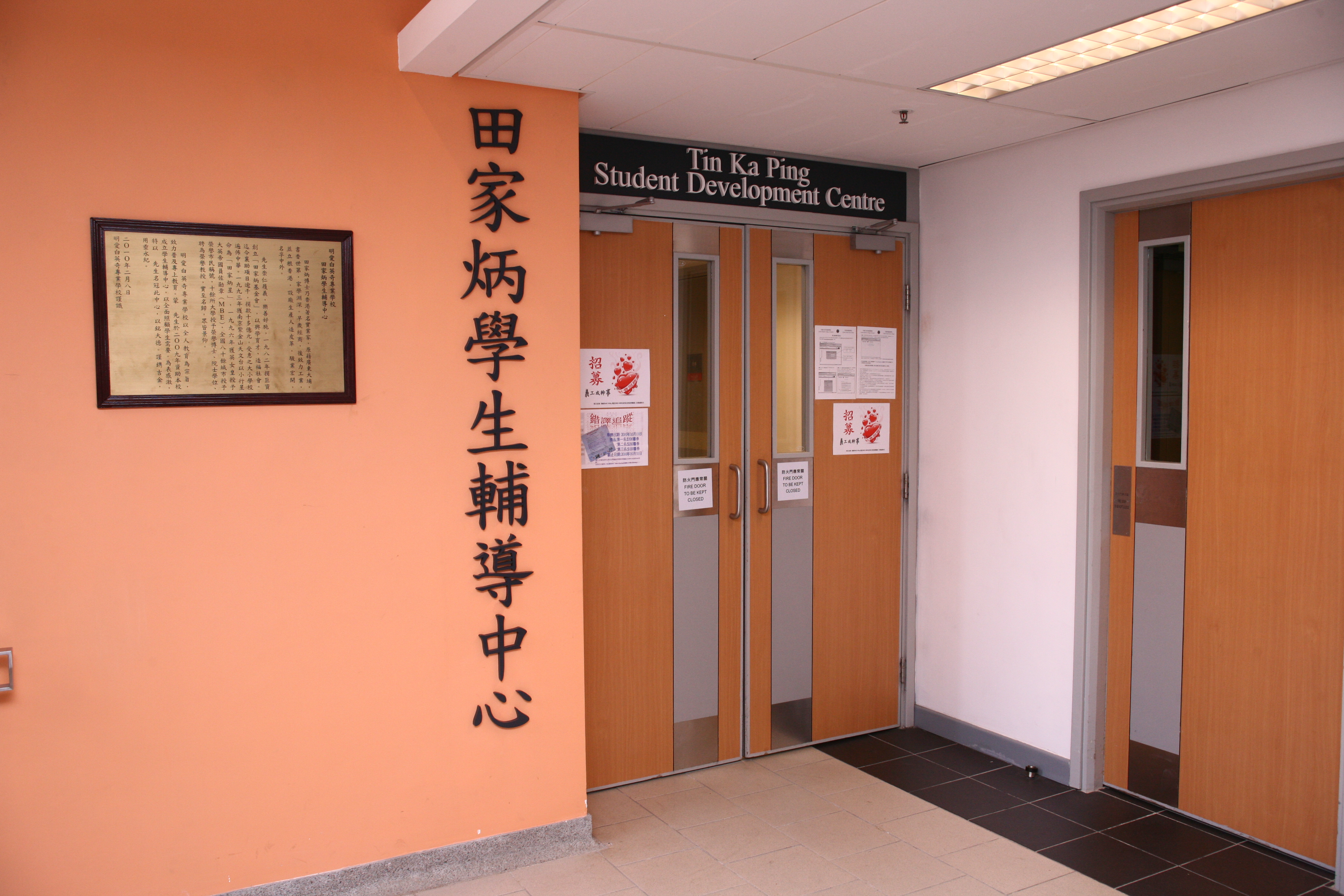
田家炳學生輔導中心
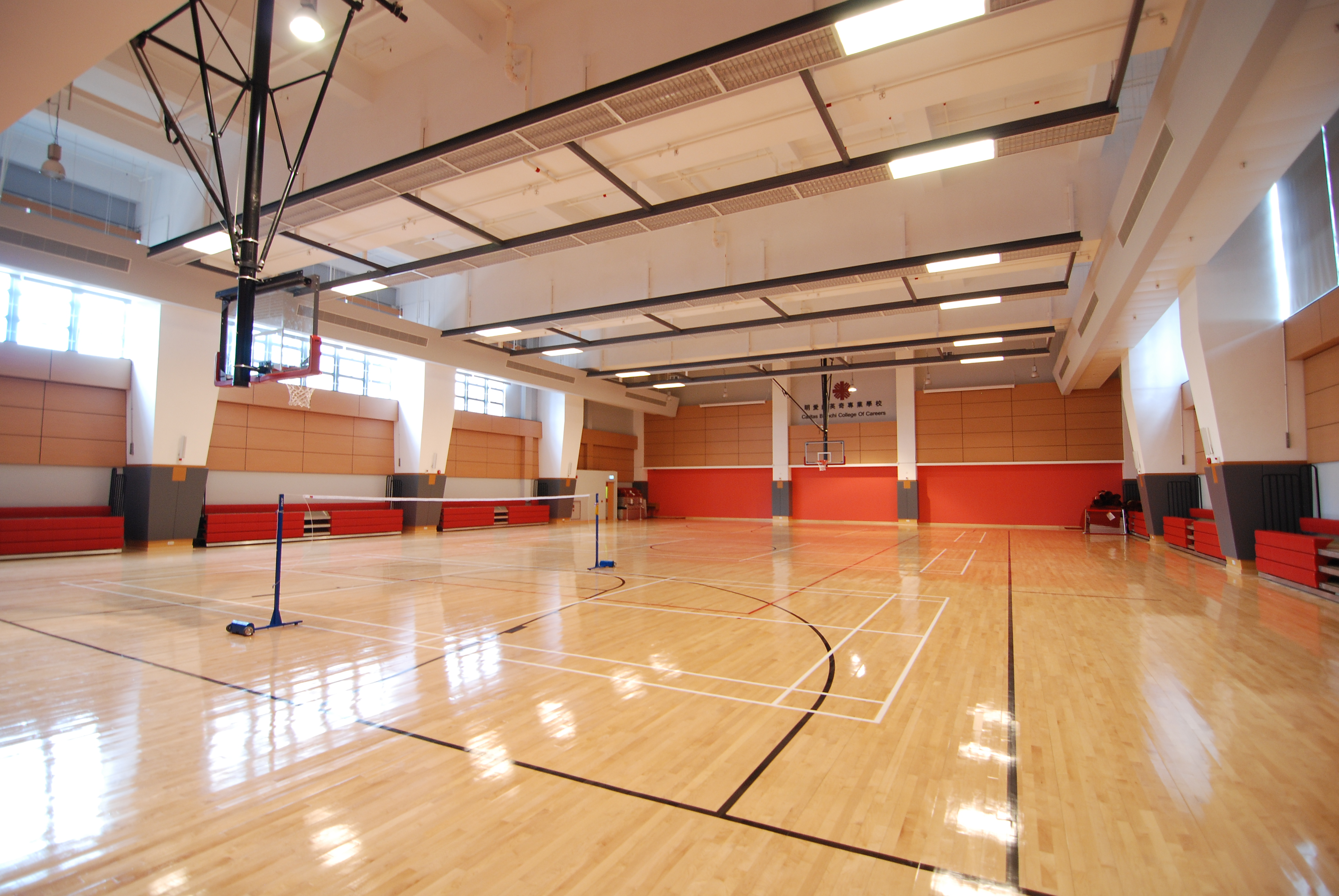
多功能體育中心

明愛專上學院以「邁向天主教大學」為發展目標，集中開拓配合社會需要的學士或以上課程，例如數碼娛樂、設計學等。於2012年5月，學院獲特區政府支持，撥出明愛白英奇專業學校毗鄰的土地供興建新校舍之用，新校舍於2016年落成，令學院邁向大學之路跨進一大步。新校舍佔地3萬平方米，設兩座教學大樓，由巴馬丹拿建築及工程師有限公司設計，華營建築建造，可容納3200名學生。為師生提供更完善的教育設施及更理想的學習環境。

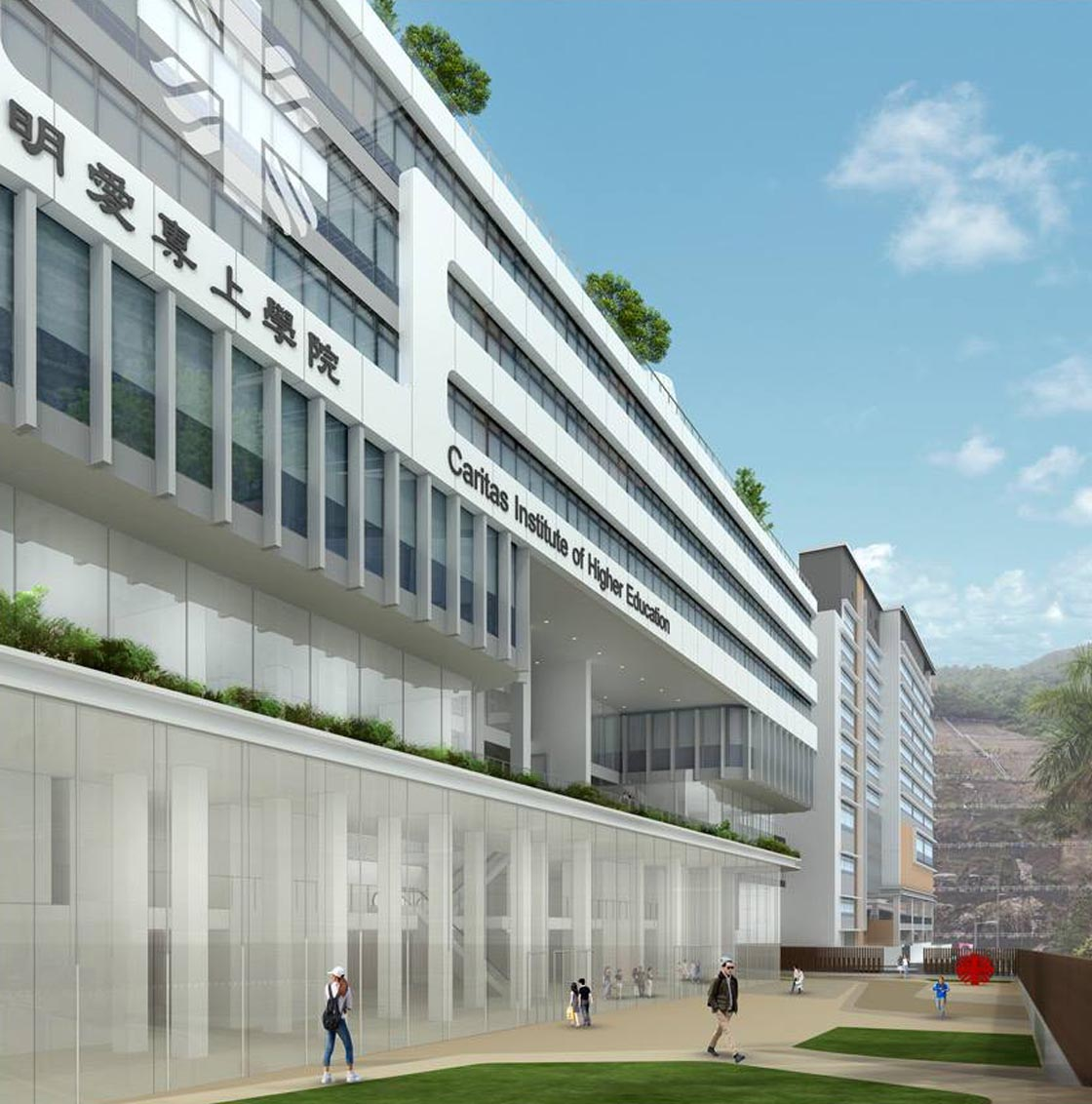
CIHE新校舍設計圖（一）
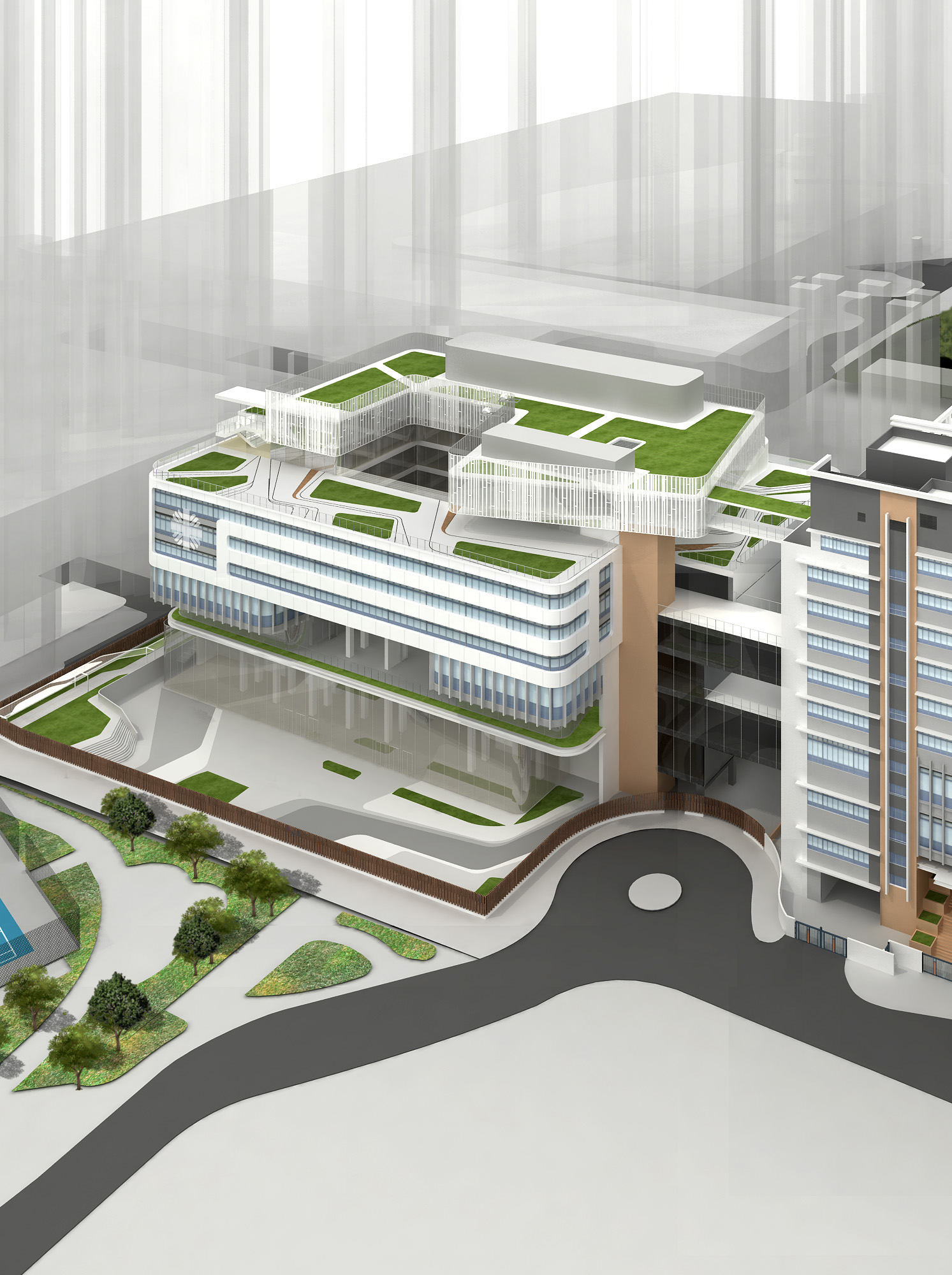
CIHE新校舍設計圖（二）
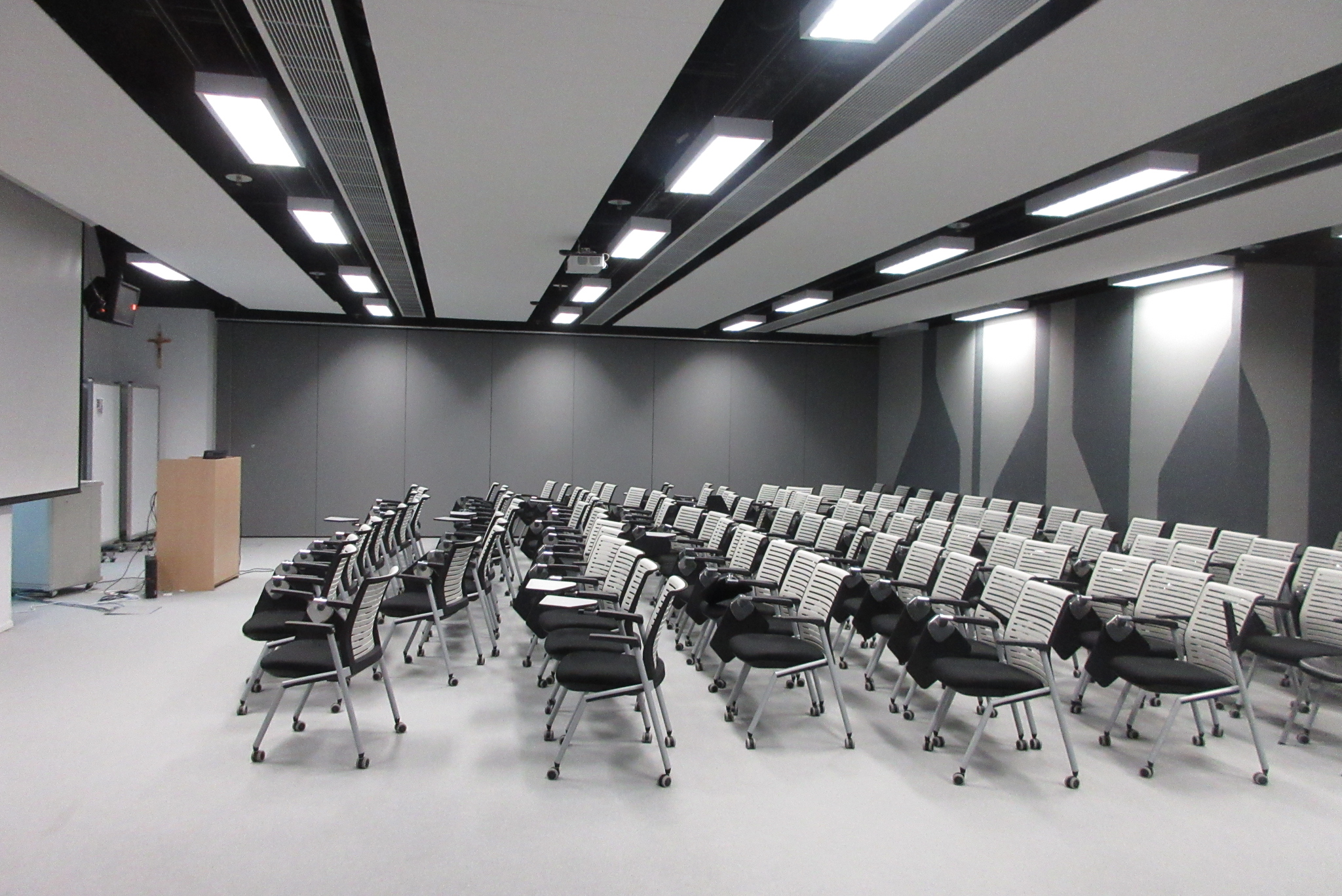
課室
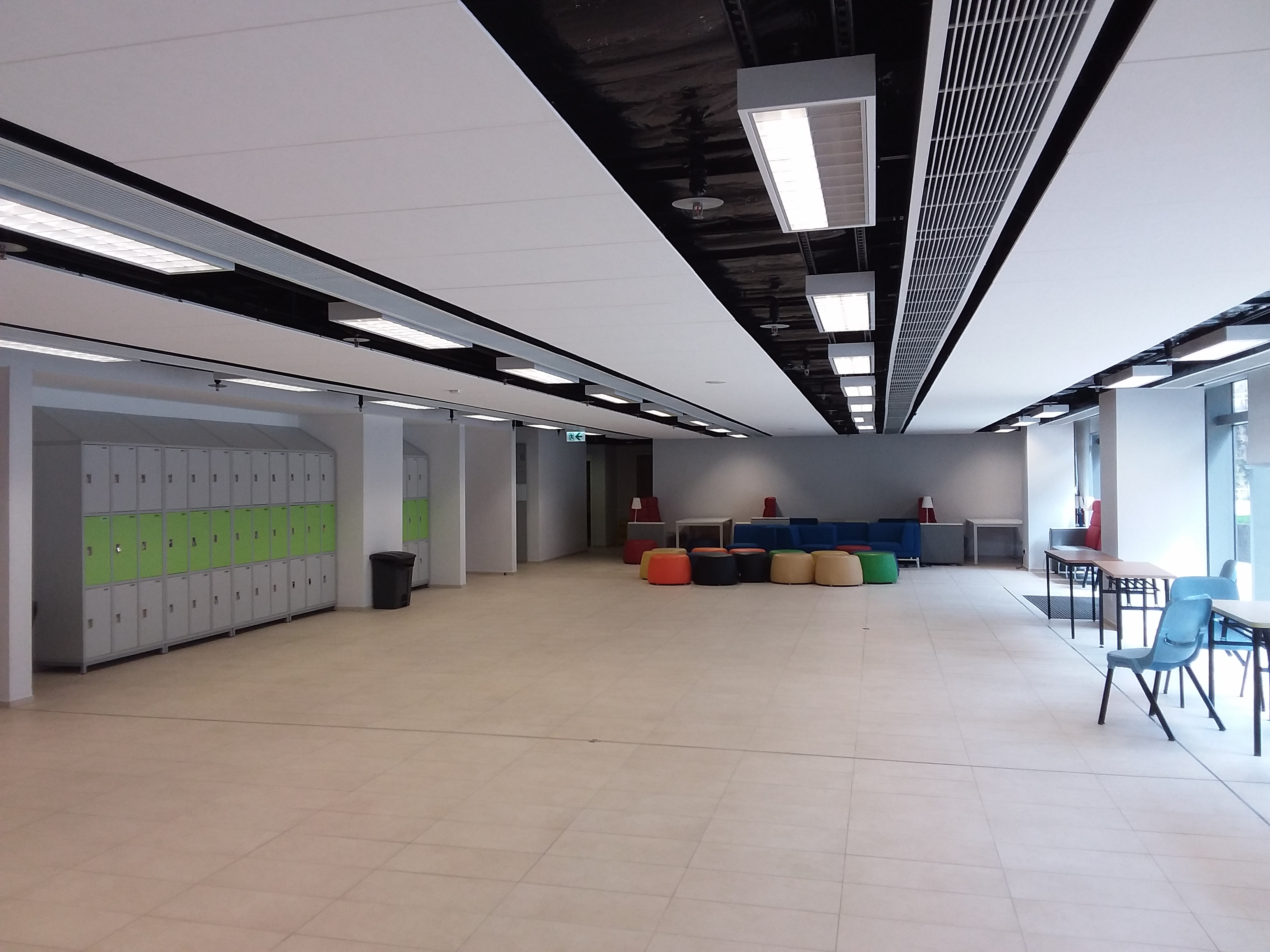
校舍共用空間
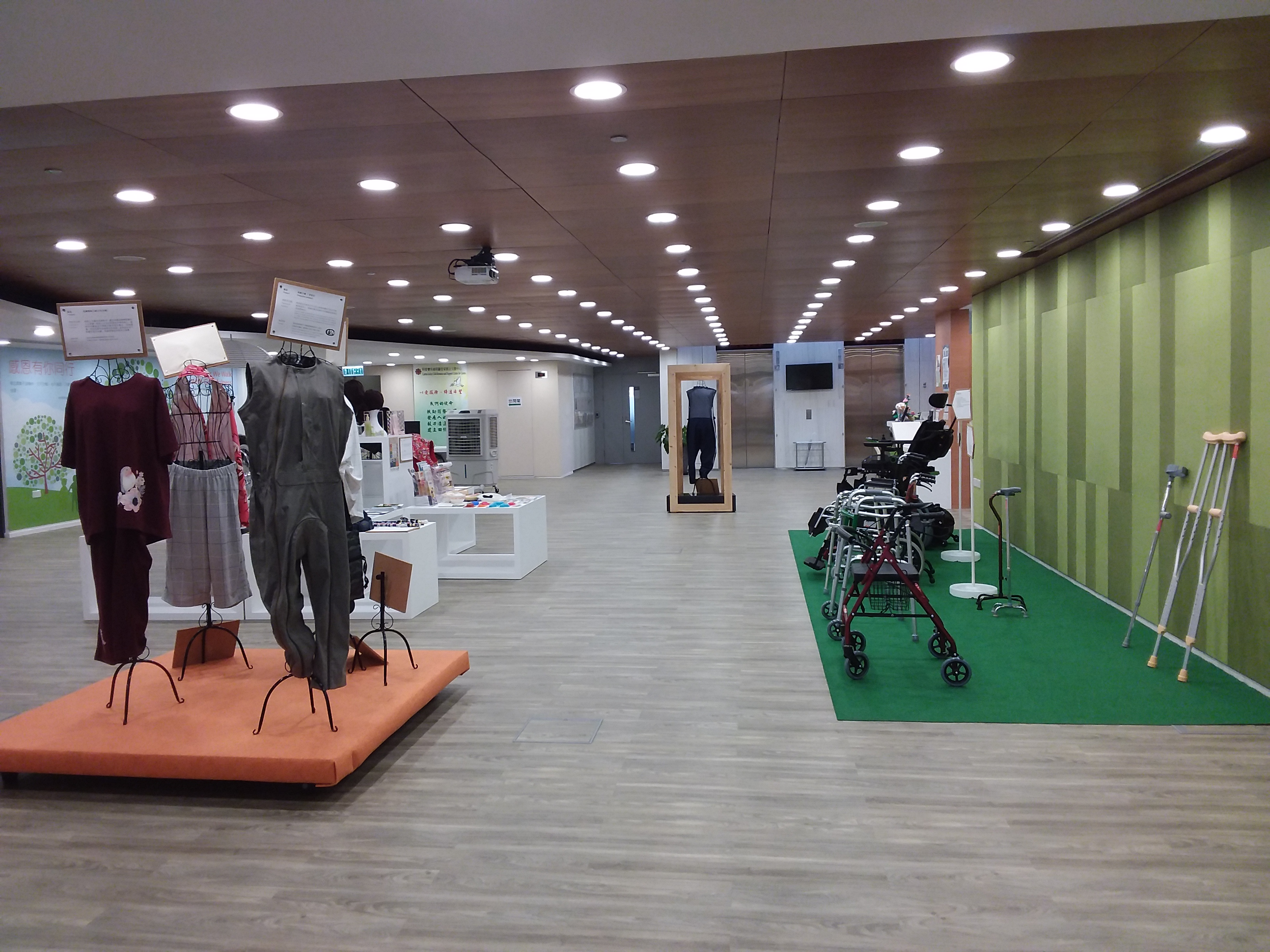
明愛賽馬會照顧者資源及支援中心
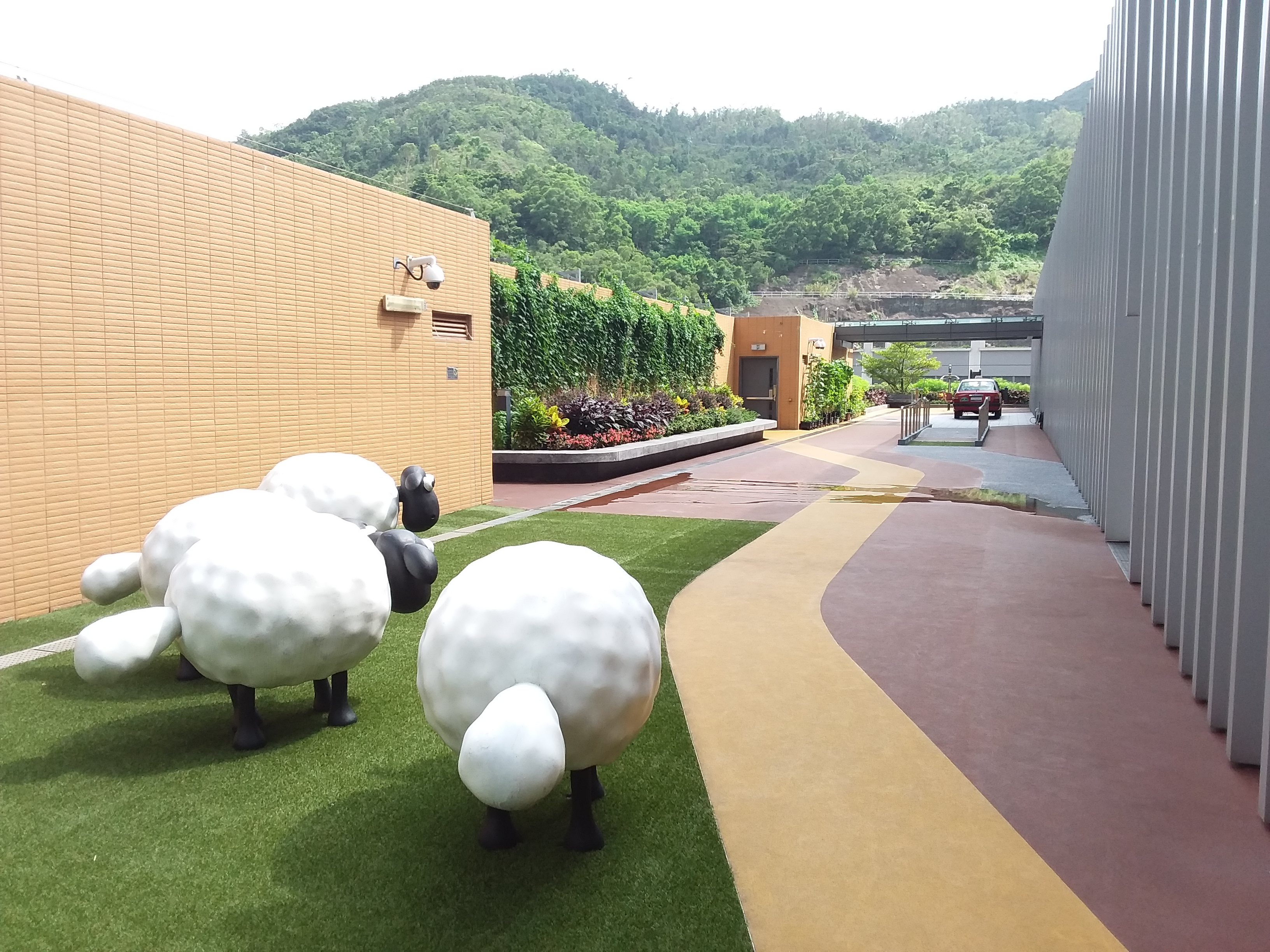
9樓花園
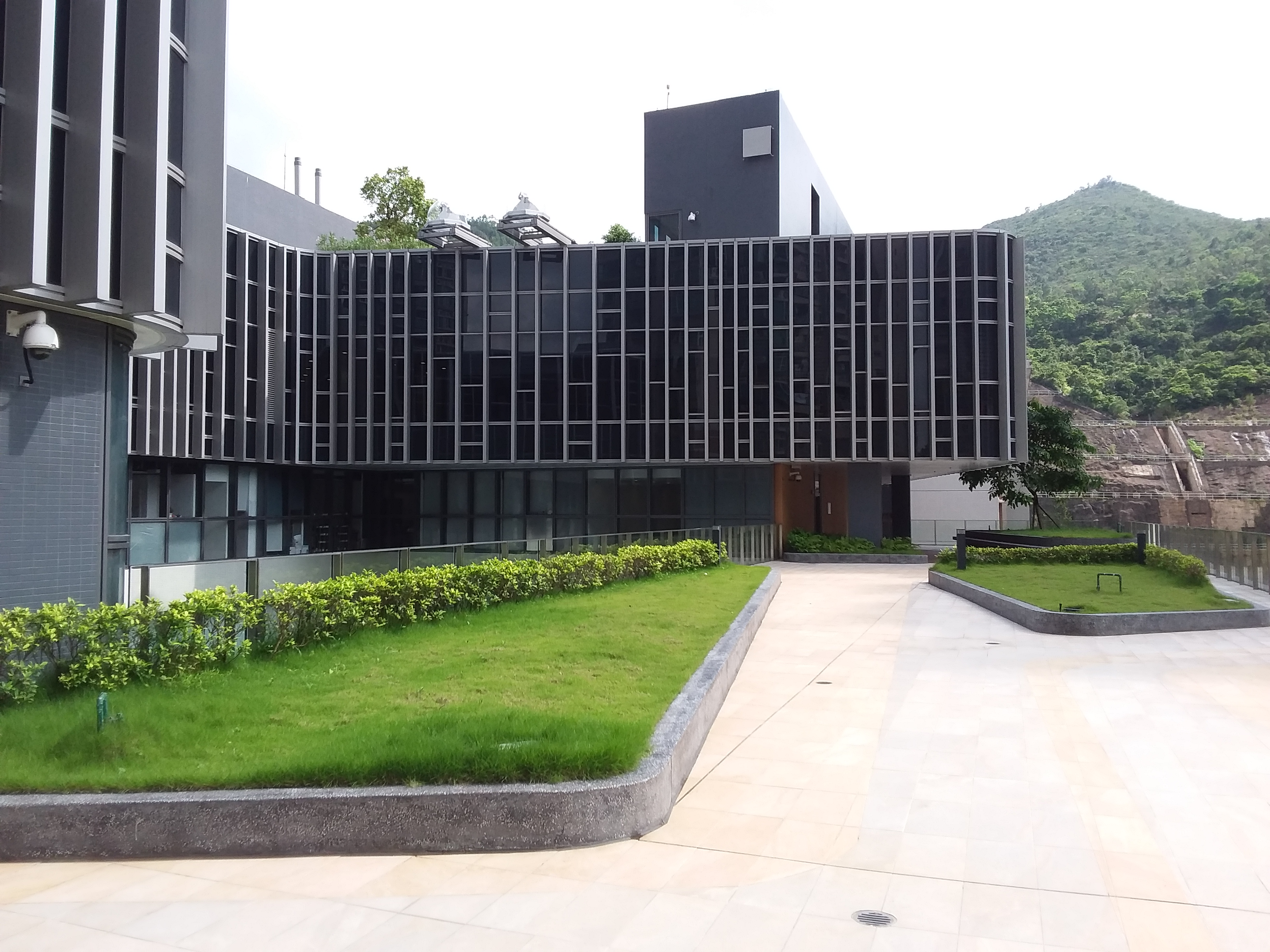
和富李宗德空中花園

### 沙田校園（擬建）
2024年10月，此校宣佈將重建已停辦的同系沙田馬登基金中學，成為此校的沙田校園。該校園將主要容納醫護相關學科課程，預計於2027–30年間分階段落成。2025年6月，教育局宣佈將位於大圍文禮路與擬建沙田校舍相連的一幅土地分配予聖方濟各大學，以供興建專用校舍開辦經本地評審的全日制自資專上課程。

## 申請升格為私立大學
學院早於2010年代初表示有意成為私立大學，並於2024年1月成功取得大學名銜。
| 路線 | 達標情況 |
| --- | -------- |
| 至少在三個範疇獲得學科範圍評審資格，而有關資格可以是相關學科範圍下的子範圍，但必須分屬不同的學科範圍                                                       | [ 24 ]   |
| 展示若干程度的研究能力，成功獲得公帑資助計劃下與研究有關的資助                                                                                             | [ 25 ]   |
| 在緊接申請大學名銜前連續兩個學年，其修讀學位課程的學生人數（相等於全日制學生人數）最少達1,500人                                                            | [ 26 ]   |
| 獲取香港學術及職業資歷評審局院校評審資格，以證明有關院校在管治及管理、財政可持續性、學術環境、質素保證及研究能力方面，基本上已有能力達到一所大學應有的水準 | [ 7 ]    |

### 歷任校長
2011年前為明愛徐誠斌學院，2011年至2024年為明愛專上學院。
| 任 | 肖像 | 校長        | 上任          | 卸任          | 備註 |
| -- | ---- | ----------- | ------------- | ------------- | ---- |
| 1  |      | 關清平 教授 | 2011年        | 2016年        |      |
| 2  |      | 麥建華 博士 | 2016年        | 2024年 3月7日 |      |
| -  |      | 盧鐵榮 教授 | 2024年 3月7日 | 現任          | 署任 |

## 外部連結
- 官方网站